# Estadio Federativo de El Coca
El estadio Federativo de El Coca es un estadio multiusos. Está ubicado en la ciudad de El Coca, provincia de Orellana. Fue inaugurado el 1 de enero de 1990. Es usado para la práctica del fútbol, tiene capacidad para 1000 espectadores.
Desempeña un importante papel en el fútbol local, ya que los clubes de El Coca como el Abuelos Fútbol Club y Anaconda Fútbol Club hacen o hacían de local en este escenario deportivo, que participan en el Campeonato Provincial de Segunda Categoría de Orellana.
El estadio es sede de distintos eventos deportivos a nivel local, ya que también es usado para los campeonatos escolares de fútbol que se desarrollan en la ciudad en las distintas categorías, también puede ser usado para eventos culturales, artísticos, musicales de la localidad.
- Datos: Q16303222